# San Mateo Etlatongo
San Mateo Etlatongo är en kommun i Mexiko.   Den ligger i delstaten Oaxaca, i den sydöstra delen av landet, 300 km sydost om huvudstaden Mexico City.
Följande samhällen finns i San Mateo Etlatongo:
- San Antonio
- La Luz